# Mount Hochlin

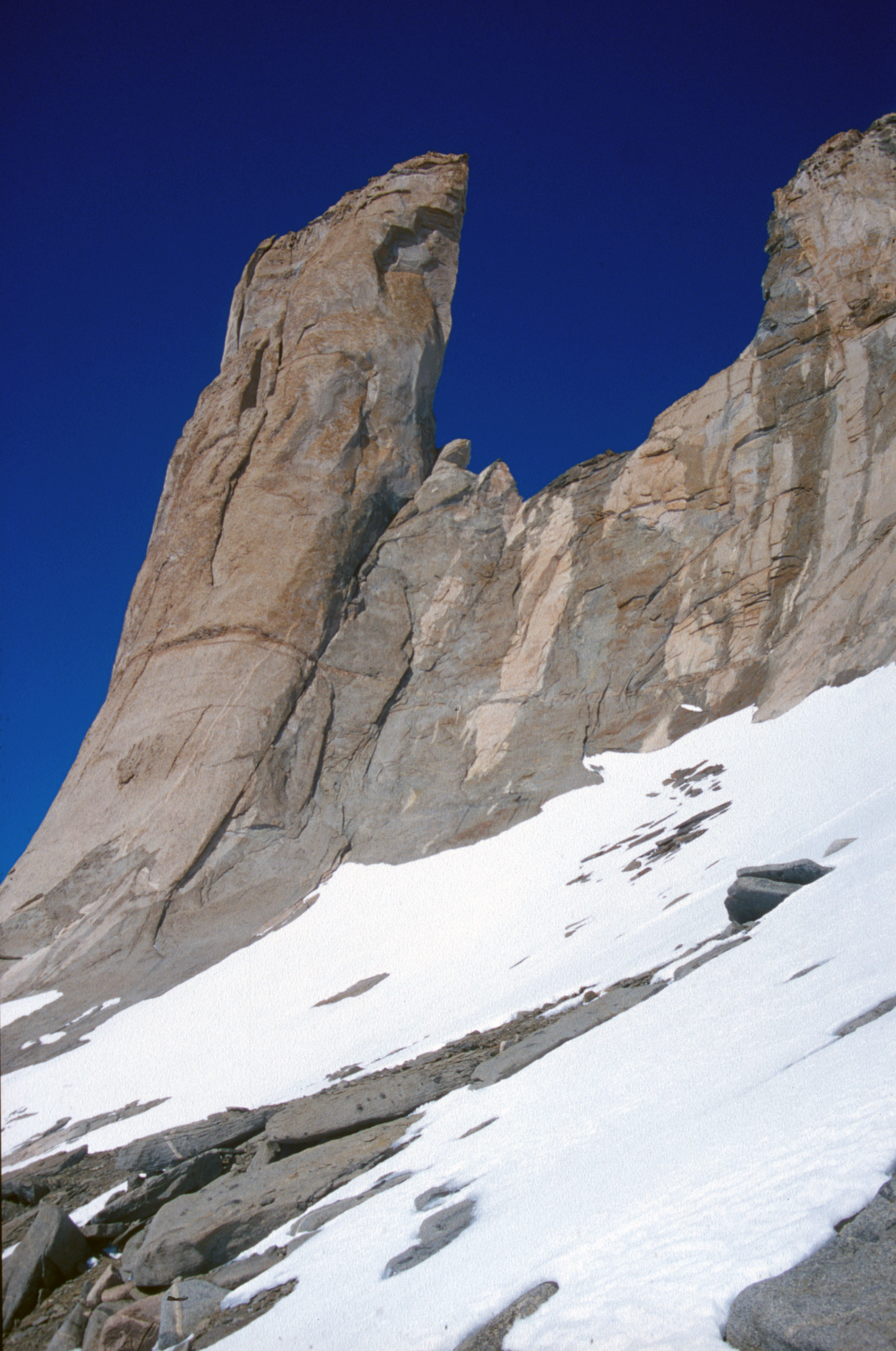
Spøta Spur (2000)

Mount Hochlin (norw. Hochlinfjellet)  – szczyt w Górach Mühliga-Hofmanna na Ziemi Królowej Maud w Antarktydzie Wschodniej.

## Nazwa
Nazwa szczytu upamiętnia Larsa Hochlina, radiooperatora i maszera norweskiej wyprawy antarktycznej (norw. Den norske antarktisekspedisjonen) w latach 1956–1958 .

## Geografia
Mount Hochlin (2760 m n.p.m.) leży Górach Mühliga-Hofmanna na Ziemi Królowej Maud w Antarktydzie Wschodniej . Wznosi się na wschód od Festninga Mountain  i jest najbardziej wysuniętym na zachód szczytem pasma . Ma kilka wierzchołków, w większości pokrytych lodem .
W jego północno-środkowej części znajduje się charakterystyczna ostroga – Spøta Spur, której nazwa spøta w dosłownym tłumaczeniu z języka norweskiego oznacza „drut” używany przy robieniu na drutach .

## Historia
Szczyt został oznaczony na mapie na podstawie zdjęć lotniczych i badań norweskiej wyprawy antarktycznej (norw. Den norske antarktisekspedisjonen) w latach 1956–1960 .